# Interstate 278
Pour les articles homonymes, voir Route 278.
L'Interstate 278 (I-278) est une autoroute auxiliaire du New Jersey et de l'État de New York. La route parcourt 35,62 miles (57,32 km) depuis la US 1-9 à Linden, New Jersey vers le nord-est jusqu'au Bruckner Interchange dans l'arrondissement du Bronx. La majorité de l'I-278 est dans la ville de New York, où elle sert de route de ceinture partielle et passe par les cinq arrondissements de la ville.
L'-278 suit plusieurs autoroutes dont la Union Freeway au New Jersey, la Staten Island Expressway (SIE) à travers Staten Island, la Gowanus Expressway dans le sud de Brooklyn, la Brooklyn–Queens Expressway (BQE) à travers le nord de Brooklyn et le Queens, une courte portion de la Grand Central Parkway dans le Queens ainsi qu'une partie de la Bruckner Expressway dans le Bronx. L'I-278 traverse aussi plusieurs ponts, incluant le Pont Goethals (en), le Pont Verrazzano-Narrows, le Pont Kosciuszko et le Pont Robert F. Kennedy.
L'I-278 a ouvert par segments entre les années 1930 et 1960. Certains des premiers segments ne sont pas aux normes des interstates et d'autres ont été améliorés au cours des années. À New York, les segments proposés devaient scinder plusieurs quartiers, ce qui a causé de la controverse. Malgré son numéro, l'I-278 ne croise pas l'I-78. Il y avait jadis des plans afin de prolonger l'I-278 jusqu'à l'I-78 à l'est de la Route 24 à Springfield, New Jersey. En raison de l'opposition des communautés le long du tracé prévu, le projet a été abandonné. Il y a aussi eu des plans de prolongation de l'I-78 à travers Manhattan et Brooklyn via le Pont Williamsburg. Cela aurait créé un deuxième échangeur entre l'I-278 et l'I-78. Ces plans ont aussi été abandonnés. L'I-78 devait également être prolongée au-delà de l'I-278 jusqu'à l'Aéroport international John F. Kennedy puis, se courber vers le nord et se terminer au Bruckner Interchange dans le Bronx. Si ces plans avaient été complétés, l'I-278 et l'I-78 se seraient croisées trois fois.

## Description du tracé
|       | mi    | km    |
| ----- | ----- | ----- |
| NJ    | 2,00  | 3,22  |
| NY    | 33,62 | 54,11 |
| Total | 35,62 | 57,32 |

### New Jersey
Le segment dans le New Jersey débute à Linden, à la jonction avec la US 1-9. L'autoroute se dirige vers l'est en portant deux voies par direction. L'I-278 parcourt des zones résidentielles au nord et la Raffinerie de Bayway au sud. Dans la région d'Elizabeth, elle croise la Route 439 et le New Jersey Turnpike (I-95) au seul échangeur du New Jersey. Après l'échangeur, l'I-278 tourne vers le sud-est et traverse le New Jersey Turnpike. Elle emprunte finalement le Pont Goethals vers Staten Island, un des arrondissements de New York.

### Staten Island Expressway
Après être arrivée à Staten Island, l'I-278 devient la SIE. Après le Pont Goethals, l'autoroute passe sous des voies ferrées et par un poste de péage électronique pour le pont. L'autoroute croise la NY 440 et forme un multiplex avec celle-ci. La route parcourt des quartiers résidentiels. Peu après, la NY 440 quitte l'I-278. L'autoroute croise ensuite plusieurs voies locales.
Après avoir traversé l'île, l'I-278 atteint le poste de péage pour le Pont Verrazzano-Narrows. L'autoroute s'engage ensuite sur le pont qui relie l'île à Brooklyn.

### Gowanus Expressway
Après avoir parcouru le Pont Verrazzano-Narrows, l'I-278 entre à Brooklyn sur la Gowanus Expressway. Tout de suite en sortant du pont, l'I-278 croise la Belt Parkway. L'autoroute rencontre quelques voies locales avant d'arriver à un échangeur avec Fort Hamilton Parkway. Plus au nord, l'autoroute atteint la Belt Parkway et poursuit en étant surélevée par rapport aux rues adjacentes. Elle traverse des secteurs résidentiels et commerciaux. Elle rencontre la NY 27 (Prospect Expressway).
Après cet échangeur, l'autoroute continue vers le nord et croise le Tunnel Brooklyn–Battery. Celui-ci permet d'atteindre Manhattan.

### Brooklyn–Queens Expressway
Après la sortie pour le Tunnel Brooklyn–Battery, l'I-278 se dirige vers le nord sur la BQE en passant par des quartiers résidentiels près du centre-ville de Brooklyn. L'autoroute atteint ensuite le secteur de Brooklyn Heights où elle est partiellement couverte afin de créer la Brooklyn Heights Promenade. L'autoroute fait alors un virage vers l'est pour s'éloigner de la East River et croise l'échangeur desservant le Pont de Brooklyn. L'autoroute continue et croise l'accès pour le Pont de Manhattan.

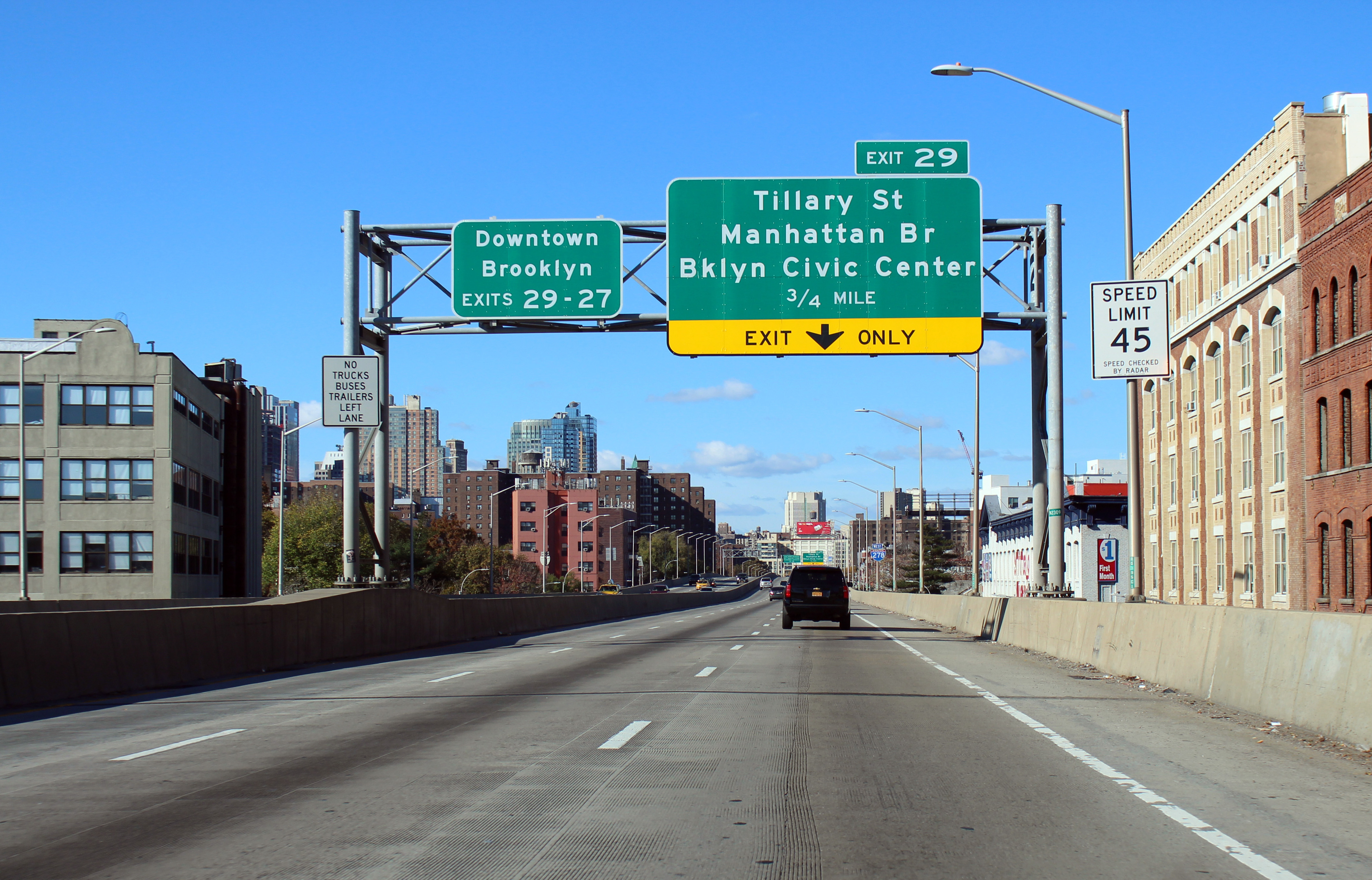
I-278 sud s'approchant du Centre-ville de Brooklyn

Au nord des ponts, l'autoroute traverse des quartiers résidentiels. Elle atteint un échangeur donnant accès au Pont de Williamsburg. En croisant Meeker Avenue et Morgan Avenue, l'I-278 entre dans une zone davantage industrielle.
L'I-278 traverse la Newtown Creek pour entrer dans le Queens sur le Pont Kosciuszko. En entrant dans l'arrondissement, la BQE traverse un quartier industriel en se dirigeant vers le nord jusqu'à un échangeur avec l'I-495. Après avoir croisé l'I-495, l'autoroute tourne vers l'est et passe au-dessus de rues locales. Elle passe tout près de certaines maisons. Elle traverse le New Calvary Cemetery. L'I-278 atteint la NY 25 (Queens Boulevard). Elle se continue vers le nord et, après avoir croisé la NY 25A, elle se divise en deux segments, l'un pour aller vers l'est et le second pour aller vers l'ouest. Seul le segment ouest est indiqué I-278, bien que les deux segments reçoivent des fonds pour les Interstates.

### Grand Central Parkway et Pont Robert F. Kennedy

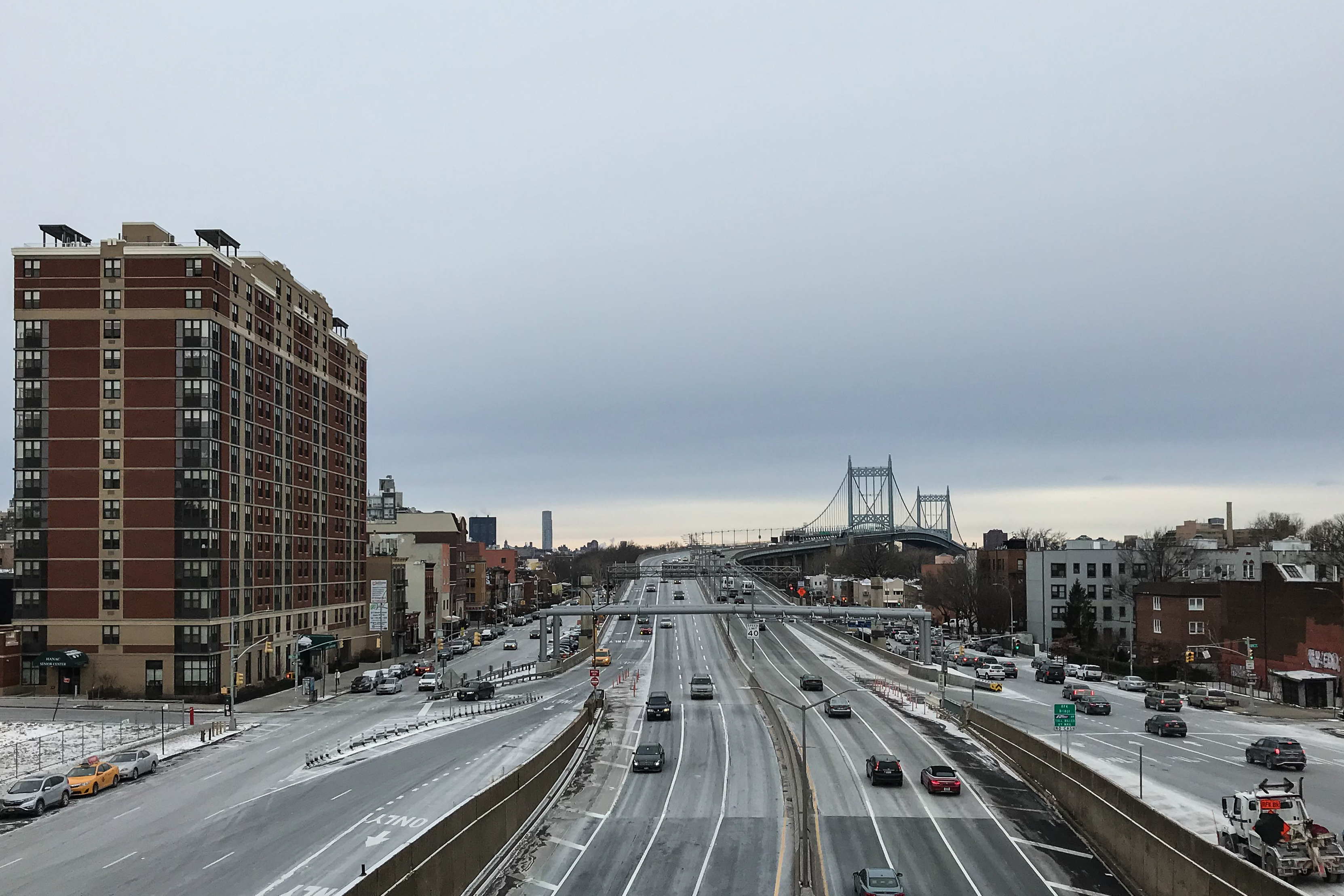
Approche vers le Pont Robert F. Kennedy à Astoria

L'I-278 tourne à l'ouest afin de se joindre à la Grand Central Parkway ainsi qu'au Astoria Boulevard qui sert de voie de service. Le multiplex avec le Grand Central Parkway se termine à la sortie pour la 31st Street. À cet endroit, l'I-278 continue vers le nord-ouest et rejoint le pont à péage Robert F. Kennedy, lequel passe au-dessus d'Astoria.
L'I-278 traverse la East River et entre sur Ward's Island, laquelle fait partie de l'arrondissement de Manhattan. Sur l'Île, l'autoroute se dirige vers le nord en traversant le Ward's Island Park et passant à l'est du Manhattan Psychiatric Center. Elle entre ensuite sur Randall's Island qui est reliée à Ward's Island par la terre. L'I-278 passe par l'ancien poste de péage du pont à un échangeur qui donne accès à FDR Drive via un autre segment du Pont Robert F. Kennedy au-dessus de la rivière Harlem. Après cet échangeur, le Pont Robert F. Kennedy porte la route au-dessus de Bronx Kill et entre dans l'arrondissement du Bronx où un péage est collecté en direction ouest.

### Bruckner Expressway
Dans le Bronx, l'I-278 devient la Bruckner Expressway et atteint un échangeur avec le terminus sud de l'I-87. À cet endroit, l'I-278 se dirige vers le nord-est à travers des zones industrielles. L'autoroute prend alors un virage vers l'est et traverse des quartiers résidentiels et commerciaux. Elle traverse ensuite la Bronx River. Elle croise ensuite la Bronx River Parkway. Continuant vers l'est, l'autoroute a des échangeurs avec certaines voies locales.
L'I-278 atteint son terminus est à l'échangeur Bruckner plus à l'est. À cet endroit, la Bruckner Expressway devient l'I-95. L'I-278 a également accès, à cet échangeur à l'I-295, à l'I-678 et à la Hutchinson River Parkway.

## Liste des sorties
| Interstate 278                                    |                                      |       |       |                                    | | |
| Comté                                             | Municipalité                         | mi    | km    | Sortie                             | Intersections / Destinations                                                                                          | Notes |
| Union, NJ                                         | Linden                               | 0,00  | 0,00  | —                                  | US 1-9 sud | |
| Union, NJ                                         | Elizabeth                            | 0,87  | 1,40  | —                                  | Elizabeth, Linden | Sortie direction est, entrée direction ouest                                                                    |
| Union, NJ                                         | Elizabeth                            | 0,99  | 1,59  | 3A                                 | I-95 / N. J. Turnpike                                                                                                 | Sortie 13 de l'I-95                                                                                             |
| Union, NJ                                         | Elizabeth                            | 0,99  | 1,59  | 3B                                 | Route 439 (en) nord (Bayway Avenue) vers US 1-9 nord – Elizabeth                                                      | Sortie direction ouest, entrée direction est                                                                    |
| Union, NJ                                         | Elizabeth                            | 0,99  | 1,59  | 3C                                 | Bayway Avenue est | Sortie direction ouest seulement                                                                                |
| Arthur Kill                                       | Arthur Kill                          | 2,00  | 3,22  | Pont Geothals                      | Pont Geothals | Pont Geothals                                                                                                   |
| Arthur Kill                                       | Arthur Kill                          | 0,00  | 0,00  | Pont Geothals                      | Pont Geothals | Pont Geothals                                                                                                   |
| Staten Island, NY                                 | Bloomfield                           | 0,95  | 1,53  | Péage électronique (direction est) | Péage électronique (direction est)                                                                                    | Péage électronique (direction est)                                                                              |
| Staten Island, NY                                 | Bloomfield                           | 1,60  | 2,57  | 3                                  | Western Avenue | Sortie direction ouest, entrée direction est                                                                    |
| Staten Island, NY                                 | Bloomfield                           | 1,70  | 2,74  | 4                                  | Forest Avenue | Sortie direction est, entrée direction ouest                                                                    |
| Staten Island, NY                                 | Bloomfield                           | 1,83  | 2,95  | 5                                  | NY 440 (en) sud (West Shore Expressway) – Outerbridge Crossing                                                        | Terminus ouest du multiplex avec NY 440                                                                         |
| Staten Island, NY                                 | Bloomfield                           | 1,90  | 3,06  | 6                                  | South Avenue | Sortie direction ouest seulement                                                                                |
| Staten Island, NY                                 | Limite Graniteville–Bulls Head       | 2,04  | 3,28  | 7                                  | Richmond Avenue | |
| Staten Island, NY                                 | Limite Graniteville–Bulls Head       | 2,74  | 4,41  | 8                                  | Victory Boulevard | Indiqué sortie 10 en direction ouest                                                                            |
| Staten Island, NY                                 | Limite Graniteville–Bulls Head       | 2,93  | 4,72  | 9                                  | NY 440 (en) nord (Dr. Martin Luther King Jr Expressway) – Pont de Bayonne                                             | Terminus est du multiplex avec NY 440                                                                           |
| Staten Island, NY                                 | Limite Castleton Corners–Willowbrook | 3,44  | 5,54  | 11                                 | Bradley Avenue | |
| Staten Island, NY                                 | Limite Castleton Corners–Willowbrook | 4,78  | 7,69  | 12                                 | Todt Hill Road / Slosson Avenue                                                                                       | |
| Staten Island, NY                                 | Limite Sunnyside–Park Hill           | 5,73  | 9,22  | 13                                 | Clove Road / Richmond Road / Targee Street                                                                            | Indiqué sortie 13A (Clove) et 13B (Richmond / Targee) en direction ouest                                        |
| Staten Island, NY                                 | Limite Concord–Rosebank              | 7,34  | 11,81 | 14                                 | Hylan Boulevard | |
| Staten Island, NY                                 | Limite Concord–Shore Acres           | 7,58  | 12,20 | 15W                                | Narrows Road ouest vers Fingerboard Road                                                                              | Sortie direction ouest, entrée direction est                                                                    |
| Staten Island, NY                                 | Limite Concord–Shore Acres           | 7,58  | 12,20 | 15S                                | Lily Pond Avenue vers Father Capodanno Boulevard                                                                      | Indiqué sortie 15 en direction est                                                                              |
| Staten Island, NY                                 | Limite Concord–Shore Acres           | 7,58  | 12,20 | 15N                                | Bay Street – Fort Wadsworth                                                                                           | Sortie direction est via sortie 15S                                                                             |
| Staten Island, NY                                 | Limite Concord–Shore Acres           | 7,78  | 12,52 | Péage électronique                 | Péage électronique | Péage électronique                                                                                              |
| The Narrows                                       | The Narrows                          | 8,88  | 14,29 | Pont Verrazzano-Narrows            | Pont Verrazzano-Narrows                                                                                               | Pont Verrazzano-Narrows                                                                                         |
| Brooklyn, NY                                      | Bay Ridge                            | 8,64  | 13,90 | 16                                 | Belt Parkway est – Aéroport JFK                                                                                       | Sortie direction est, entrée direction ouest                                                                    |
| Brooklyn, NY                                      | Bay Ridge                            | 9,84  | 15,84 | 17                                 | 92nd Street | Dernière sortie ouest avant le péage                                                                            |
| Brooklyn, NY                                      | Bay Ridge                            | 10,47 | 16,85 | 18                                 | Fort Hamilton Parkway                                                                                                 | Sortie direction est, entrée direction ouest                                                                    |
| Brooklyn, NY                                      | Bay Ridge                            | 10,89 | 17,53 | 19                                 | 86th Street | Sortie direction ouest, entrée direction est                                                                    |
| Brooklyn, NY                                      | Sunset Park                          | 11,18 | 17,99 | 20                                 | 7th Avenue / 6th Avenut / 65th Street                                                                                 | Indiqué 7th Avenue en direction est et 6th Avenue en direction ouest                                            |
| Brooklyn, NY                                      | Sunset Park                          | 11,93 | 19,20 | 21                                 | 3rd Avenue | Pas de sortie en direction ouest                                                                                |
| Brooklyn, NY                                      | Sunset Park                          | 12,65 | 20,36 | 22                                 | Belt Parkway est – Queens                                                                                             | Sortie direction ouest, entrée direction est                                                                    |
| Brooklyn, NY                                      | Greenwood Heights                    | 13,92 | 22,40 | 23                                 | 38th Street / 39th Street                                                                                             | Sorties seulement                                                                                               |
| Brooklyn, NY                                      | Greenwood Heights                    | 14,29 | 23,00 | 24                                 | NY 27 est (Prospect Expressway)                                                                                       | Pas d'entrée en direction ouest                                                                                 |
| Brooklyn, NY                                      | Red Hook                             | 15,06 | 24,24 | 25                                 | Brooklyn Battery Tunnel – Manhattan                                                                                   | Sortie direction ouest via sortie 26                                                                            |
| Brooklyn, NY                                      | Red Hook                             | 15,14 | 24,37 | 26                                 | Hamilton Avenue | Aussi indiqué Brooklyn Battery Tunnel en direction ouest                                                        |
| Brooklyn, NY                                      | Brooklyn Heights                     | 16,12 | 25,94 | 27                                 | Atlantic Avenue | |
| Brooklyn, NY                                      | Brooklyn Heights                     | 16,74 | 26,94 | 28A                                | Cadman Plaza ouest | Pas d'entrée en direction est; indiqué sortie 28 en direction ouest                                             |
| Brooklyn, NY                                      | Downtown Brooklyn                    | 17,20 | 27,68 | 28B                                | Pont de Brooklyn | Sortie direction est seulement                                                                                  |
| Brooklyn, NY                                      | Downtown Brooklyn                    | 17,47 | 28,12 | 29A                                | Pont de Manhattan – Manhattan                                                                                         | Pas de sortie en direction ouest                                                                                |
| Brooklyn, NY                                      | Downtown Brooklyn                    | 18,10 | 29,13 | 29B                                | Tillary Street – Downtown Brooklyn, Pont de Manhattan, Holland Tunnel                                                 | Pas d'entrée en direction ouest; indiqué sortie 29 en direction ouest                                           |
| Brooklyn, NY                                      | Clinton Hill                         | 18,68 | 30,06 | 30                                 | Flushing Avenue | Sortie direction est, entrée direction ouest                                                                    |
| Brooklyn, NY                                      | Williamsburg                         | 19,32 | 31,09 | 31                                 | Wythe Avenue / Kent Avenue                                                                                            | Sortie direction ouest, entrée direction est                                                                    |
| Brooklyn, NY                                      | Williamsburg                         | 19,85 | 31,95 | 32A                                | Pont de Williamsburg – Manhattan                                                                                      | Sortie direction ouest, entrée direction est                                                                    |
| Brooklyn, NY                                      | Williamsburg                         | 20,41 | 32,85 | 32B                                | Metropolitan Avenue                                                                                                   | Pas d'entrée en direction est; indiqué sortie 32 en direction est                                               |
| Brooklyn, NY                                      | Greenpoint                           | 20,60 | 33,15 | 33                                 | Humboldt Street / McGuinness Boulevard                                                                                | Sortie direction est, entrée direction ouest                                                                    |
| Brooklyn, NY                                      | Greenpoint                           | 21,80 | 35,08 | 34                                 | Meeker Avenue / Morgan Avenue                                                                                         | Sortie direction ouest, entrée direction est                                                                    |
| Newtown Creek                                     | Newtown Creek                        | 22,10 | 35,57 | Pont Kosciuszko                    | Pont Kosciuszko | Pont Kosciuszko                                                                                                 |
| Queens, NY                                        | Long Island City                     | 21,80 | 35,08 | 35                                 | I-495 (Long Island Expressway) / 48th Street / Greenpoint Avenue – Midtown Tunnel, Long Island est                    | Pas d'entrée en direction est depuis I-495 ouest; indiqué sortie 35A (ouest) et 35B (est); sortie 17 de l'I-495 |
| Queens, NY                                        | Woodside                             | 23,30 | 37,50 | 39                                 | NY 25 (en) (Queens Boulevard) / 65th Place / 58th Street                                                              | Indiqué sortie 39W (ouest) et 39E (est) en direction ouest                                                      |
| Queens, NY                                        | Woodside                             | 23,87 | 38,42 | 40                                 | Broadway / Roosevelt Avenue                                                                                           | |
| Queens, NY                                        | Jackson Heights                      | 24,48 | 39,40 | 41                                 | NY 25A (en) (Northern Boulevard)                                                                                      | |
| Queens, NY                                        | East Elmhurst                        | 24,66 | 39,69 | 42                                 | Grand Central Parkway est – Aéroport LaGuardia                                                                        | Sortie direction est, entrée direction ouest                                                                    |
| Queens, NY                                        | East Elmhurst                        | 25,30 | 40,72 | 43                                 | 30th Avenue | Sortie direction est, entrée direction ouest                                                                    |
| Queens, NY                                        | Astoria                              | 25,57 | 41,15 | 44                                 | Astoria Boulevard ouest                                                                                               | Sortie direction est, entrée direction ouest                                                                    |
| Queens, NY                                        | Astoria                              | 26,01 | 41,86 | 44                                 | Grand Central Parkway est – Aéroport LaGuardia                                                                        | Terminus ouest du multiplex avec G.C. Parkway; accès direction ouest via sortie 42                              |
| Queens, NY                                        | Astoria                              | 26,37 | 42,44 | 45                                 | 31st Street / Astoria Boulevard                                                                                       | Terminus est du multiplex avec G.C. Parkway                                                                     |
| East River                                        | East River                           | 27,11 | 43,63 | Pont Robert F. Kennedy             | Pont Robert F. Kennedy                                                                                                | Pont Robert F. Kennedy                                                                                          |
| Manhattan, NY                                     | Randall's Island                     | 27,58 | 44,39 | 46A                                | Randall's Island | Sortie direction ouest seulement                                                                                |
| Manhattan, NY                                     | Randall's Island                     | 28,18 | 45,35 | 46                                 | Manhattan | |
| Hell Gate                                         | Hell Gate                            | 28,60 | 46,03 | Pont Robert F. Kennedy             | Pont Robert F. Kennedy                                                                                                | Pont Robert F. Kennedy                                                                                          |
| Bronx, NY                                         | Port Morris                          | 28,89 | 46,49 | 47                                 | I-87 nord vers New York Thruway – Albany                                                                              | Terminus sud de l'I-87                                                                                          |
| Bronx, NY                                         | Port Morris                          | 29,49 | 47,46 | 48                                 | East 138th Street | |
| Bronx, NY                                         | Hunts Point                          | 30,78 | 49,54 | 49                                 | NY 895 (en) nord (Sheridan Boulevard) / East 177th Street                                                             | Sortie direction est, entrée direction ouest                                                                    |
| Bronx, NY                                         | Hunts Point                          | 31,18 | 50,18 | 50                                 | Hunts Point Avenue – Hunts Point Market                                                                               | Sortie direction ouest, entrée direction est                                                                    |
| Bronx, NY                                         | Soundview                            | 31,48 | 50,66 | 51                                 | Bronx River Avenue | Sortie direction ouest seulement                                                                                |
| Bronx, NY                                         | Soundview                            | 31,58 | 50,82 | 52                                 | Bronx River Parkway nord – White Plains                                                                               | Sortie direction ouest via sortie 53                                                                            |
| Bronx, NY                                         | Unionport                            | 32,35 | 52,06 | 53                                 | White Plains Roas / Castle Hill Avenue                                                                                | |
| Bronx, NY                                         | Throggs Neck                         | 33,62 | 54,11 | 54                                 | I-295 sud / I-678 sud / Zerega Avenue nord / Hutchinson River Parkway – Pont de Throgs Neck, Pont de Bronx-Whitestone | |
| Bronx, NY                                         | Throggs Neck                         | 33,62 | 54,11 | —                                  | I-95 nord – New Haven                                                                                                 | Terminus est; sortie 6B de l'I-95 sud                                                                           |
| - Terminus de multiplex - Péage - Accès incomplet |                                      |       |       |                                    | | |